# Microserica thagatana
Microserica thagatana är en skalbaggsart som beskrevs av Brenske 1898. Microserica thagatana ingår i släktet Microserica och familjen Melolonthidae. Inga underarter finns listade i Catalogue of Life.